# Unione Sportiva Alessandria Calcio 1996-1997
Questa pagina raccoglie i dati riguardanti l'Unione Sportiva Alessandria Calcio nelle competizioni ufficiali della stagione 1996-1997.

## Stagione
Nella stagione 1996-1997 l'Unione Sportiva Alessandria Calciò disputò il decimo campionato di Serie C1 della sua storia.

## Divise e sponsor
Il fornitore ufficiale di materiale tecnico per la stagione 1996-1997 fu Diadora, mentre lo sponsor di maglia fu Cassa di Risparmio di Alessandria.
| 1ª divisa | 2ª divisa |

## Organigramma societario
Area direttiva
- Presidente: Gino Amisano
- Vicepresidente: Fernando Cerafogli
- Amministratore delegato: Franco Pettazzi
- Consiglieri: Franco Gatti, Bepi Moccagatta, Mario Musso e Angelo Orsi

Area organizzativa
- Segretario: Roberto Quirico
- Addetto stampa: Alberto Braggio

Area tecnica
- Direttore sportivo: Renzo Melani
- Allenatore: Enzo Ferrari
- Allenatore in seconda e Berretti: Antonio Colombo
- Preparatore atletico: Roberto Peressutti

Area sanitaria
- Medico sociale: Giorgio Musiari
- Massaggiatore: Vincenzo Pescolla

## Rosa
| N. |                   | Ruolo | Calciatore             |
| -- | ----------------- | ----- | ---------------------- |
|    | Italia (bandiera) | P     | Alessandro Lazzarini   |
|    | Italia (bandiera) | P     | Ruggero Speranza       |
|    | Italia (bandiera) | P     | Paolo Toccafondi       |
|    | Italia (bandiera) | D     | Andrea Bellini         |
|    | Italia (bandiera) | D     | Mauro Tommaso Bertoni  |
|    | Italia (bandiera) | D     | Pierangelo Carletti    |
|    | Italia (bandiera) | D     | Maurizio Ferrarese     |
|    | Italia (bandiera) | D     | Peter Livon            |
|    | Italia (bandiera) | D     | Maurizio Lizzani       |
|    | Italia (bandiera) | D     | Diego Carmine Zaccaria |
|    | Italia (bandiera) | C     | Salvatore Avallone     |
|    | Italia (bandiera) | C     | Alessio Cappella       |
|    | Italia (bandiera) | C     | Andrea De Martini      |
|    | Italia (bandiera) | C     | Ivano Della Morte      |

| N. |                   | Ruolo | Calciatore            |
| -- | ----------------- | ----- | --------------------- |
|    | Italia (bandiera) | C     | Emiliano Facchino     |
|    | Italia (bandiera) | C     | Gaetano Fontana       |
|    | Italia (bandiera) | C     | Daniele Giraldi       |
|    | Italia (bandiera) | C     | Massimo Mariotto      |
|    | Italia (bandiera) | C     | Egidio Notaristefano  |
|    | Italia (bandiera) | C     | Massimiliano Scaglia  |
|    | Italia (bandiera) | C     | Salvatore Tedesco (I) |
|    | Italia (bandiera) | A     | Massimiliano Memmo    |
|    | Italia (bandiera) | A     | Fabio Gastaldi        |
|    | Italia (bandiera) | A     | Gianni Califano       |
|    | Italia (bandiera) | A     | Eros Antonio Piazza   |
|    | Italia (bandiera) | A     | Salvatore Fresta      |

## Risultati

### Serie C1

#### Girone di andata
| Arbitro: | Bertini (Arezzo) |

|                                   |           |                    |
| Sassarini 12’ (aut.) Califano 52’ | Marcatori | 65’ (aut.) Fontana |

| Carpi 7 settembre 1996, ore 16:00 CEST 2ª giornata | Carpi                 | 0 – 0 referto | Alessandria | Stadio Sandro Cabassi (710 spett.)\| Arbitro: \| N. Ayroldi (Molfetta) \| |
| Arbitro:                                           | N. Ayroldi (Molfetta) |               |             |                                                                           |

| Arbitro: | Linfatici (Viareggio) |

|  |           |                |
|  | Marcatori | 45’ Cancellato |

| Arbitro: | Soffritti (Ferrara) |

|               |           |            |
| Tomassini 29’ | Marcatori | 41’ Fresta |

| Arbitro: | Borelli (Roma) |

|            |           |  |
| Cesari 81’ | Marcatori |  |

| Arbitro: | Gabriele (Frosinone) |

|                              |           |                   |
| Notaristefano 12’ Fresta 33’ | Marcatori | 38’ (rig.) Grabbi |

| Alzano Lombardo 20 ottobre 1996, ore 15:00 CEST 7ª giornata | Alzano Virescit        | 0 – 0 referto | Alessandria | Stadio Carillo Pesenti Pigna (1.000 spett.)\| Arbitro: \| Silvestrini (Macerata) \| |
| Arbitro:                                                    | Silvestrini (Macerata) |               |             |                                                                                     |

| Arbitro: | Gregoroni (Napoli) |

|                                                  |           |                   |
| Califano 26’, 35’, 50’ Memmo 65’ Della Morte 72’ | Marcatori | 84’, 90’ Tedeschi |

| Arbitro: | F. Rossi (Forlì) |

|  |           |                                          |
|  | Marcatori | 14’ Califano 25’ Della Morte 90’ Fontana |

| Alessandria 10 novembre 1996, ore 14:30 CET 10ª giornata | Alessandria         | 0 – 0 referto | Siena | Stadio Giuseppe Moccagatta (7.160 spett.)\| Arbitro: \| Strazzera (Trapani) \| |
| Arbitro:                                                 | Strazzera (Trapani) |               |       |                                                                                |

| Arbitro: | Manari (Teramo) |

|                         |           |  |
| Bellini 20’ Bertoni 36’ | Marcatori |  |

| Arbitro: | Pascariello (Lecce) |

|                           |           |  |
| Superbi 54’ Matteazzi 76’ | Marcatori |  |

| Arbitro: | Sputore (Vasto) |

|                    |           |                            |
| Califano 2’ (rig.) | Marcatori | 45’ Florio 86’ (rig.) Pasa |

| Prato 15 dicembre 1996, ore 14:30 CET 14ª giornata | Prato             | 0 – 0 referto | Alessandria | Stadio Lungobisenzio (4.500 spett.)\| Arbitro: \| Pirrone (Messina) \| |
| Arbitro:                                           | Pirrone (Messina) |               |             |                                                                        |

| Arbitro: | Alban (Bassano del Grappa) |

|             |           |  |
| Balesini 3’ | Marcatori |  |

| Arbitro: | Cicoianni (Ascoli Piceno) |

|                    |           |                            |
| Campolo 90’ (rig.) | Marcatori | 1’ Notaristefano 76’ Memmo |

| Arbitro: | Ardito (Bari) |

|  |           |                |
|  | Marcatori | 90’ Ferraresso |

#### Girone di ritorno
| Arbitro: | Cardella (Torre del Greco) |

|                      |           |             |
| Cecconi 18’ Lomi 81’ | Marcatori | 78’ Bellini |

| Arbitro: | Strocchia (Nola) |

|              |           |            |
| Califano 26’ | Marcatori | 43’ Caruso |

| Monza 2 febbraio 1997, ore 14:30 CET 20ª giornata | Monza                  | 0 – 0 referto | Alessandria | Stadio Brianteo (1.500 spett.)\| Arbitro: \| D'Agostini (Frosinone) \| |
| Arbitro:                                          | D'Agostini (Frosinone) |               |             |                                                                        |

| Arbitro: | Verrucci (Fermo) |

|              |           |  |
| Ferrarese 6’ | Marcatori |  |

| Alessandria 16 febbraio 1997, ore 15:00 CET 22ª giornata | Alessandria      | 0 – 0 referto | Montevarchi | Stadio Giuseppe Moccagatta (2.756 spett.)\| Arbitro: \| Alvino (Salerno) \| |
| Arbitro:                                                 | Alvino (Salerno) |               |             |                                                                             |

| Arbitro: | Gregoroni (Napoli) |

|             |           |                   |
| Botteghi 1’ | Marcatori | 5’ (rig.) Fontana |

| Arbitro: | F. Rossi (Forlì) |

|                                               |           |                                |
| Ferrarese 23’ Califano 52’ Fontana 64’ (rig.) | Marcatori | 9’ (aut.) Lizzani 90’ Bernardi |

| Arbitro: | Tullio (Avezzano) |

|                              |           |  |
| Terracciano 39’ Salamone 74’ | Marcatori |  |

| Arbitro: | N. Ayroldi (Molfetta) |

|                                           |           |              |
| Balesini 23’ Della Morte 28’ Califano 76’ | Marcatori | 73’ Nincheri |

| Arbitro: | Camofiorito (Chiavari) |

|                         |           |              |
| Mignani 33’ Ferraro 58’ | Marcatori | 79’ Carletti |

| Ferrara 6 aprile 1997, ore 16:00 CEST 28ª giornata | SPAL                       | 0 – 0 referto | Alessandria | Stadio Paolo Mazza (4.000 spett.)\| Arbitro: \| Cardella (Torre del Greco) \| |
| Arbitro:                                           | Cardella (Torre del Greco) |               |             |                                                                               |

| Alessandria 13 aprile 1997, ore 16:00 CEST 29ª giornata | Alessandria   | 0 – 0 referto | Carrarese | Stadio Giuseppe Moccagatta (2.000 spett.)\| Arbitro: \| Ciulli (Roma) \| |
| Arbitro:                                                | Ciulli (Roma) |               |           |                                                                          |

| Arbitro: | Pirrone (Messina) |

|                |           |  |
| Soncin 1’, 90’ | Marcatori |  |

| Arbitro: | Alario (Civitavecchia) |

|                  |           |                             |
| Barni 71’ (aut.) | Marcatori | 42’ De Francesco 69’ Godeas |

| Arbitro: | D'Agostini (Frosinone) |

|          |           |              |
| Pani 43’ | Marcatori | 21’ Balesini |

| Arbitro: | Pizzini (Verona) |

|                            |           |  |
| Lizzani 12’ De Martini 45’ | Marcatori |  |

| Arbitro: | Griselli (Livorno) |

|                              |           |                          |
| Millesi 11’ Livon 85’ (aut.) | Marcatori | 48’ Lizzani 72’ Califano |

### Coppa Italia Serie C

#### Primo turno
| Arbitro: | Ciulli (Roma) |

|           |           |              |
| Dozio 86’ | Marcatori | 83’ Califano |

| Alessandria 28 agosto 1996, ore 17:00 CEST Ritorno                      | Alessandria | 1 – 2 2–0 tav. referto | Voghera | Stadio Giuseppe Moccagatta (1.000 spett.) |
| \| \| \| \| \| Della Morte 6’ \| Marcatori \| 72’ G. Russo 78’ Visca \| |             |                        |         |                                           |
|                                                                         |             |                        |         |                                           |
| Della Morte 6’                                                          | Marcatori   | 72’ G. Russo 78’ Visca |         |                                           |

#### Secondo turno
| Arbitro: | Biasutto (Vicenza) |

|                     |           |                      |
| Carletti 53’ (aut.) | Marcatori | 34’ Fresta 39’ Memmo |

| Alessandria 2 ottobre 1996, ore 16:00 CEST Ritorno                                | Alessandria | 3 – 0 referto | Novara | Stadio Giuseppe Moccagatta (263 spett.) |
| \| \| \| \| \| Notaristefano 61’ (rig.) Bertoni 68’ Fresta 90’ \| Marcatori \| \| |             |               |        |                                         |
|                                                                                   |             |               |        |                                         |
| Notaristefano 61’ (rig.) Bertoni 68’ Fresta 90’                                   | Marcatori   |               |        |                                         |

#### Terzo turno
| Arbitro: | Pivi (Legnago) |

|             |           |                    |
| Schiavi 32’ | Marcatori | 74’ (rig.) Fontana |

| Arbitro: | Tomasi (Conegliano Veneto) |

|                                        |           |                                                  |
| Avallone 48’ Notaristefano 100’ (rig.) | Marcatori | 82’ (rig.) Pierozzi 91’ Belletti 108’ Biancolino |

## Statistiche

### Statistiche di squadra
| Competizione         | Punti | In casa | In casa | In casa | In casa | In casa | In casa | In trasferta | In trasferta | In trasferta | In trasferta | In trasferta | In trasferta | Totale | Totale | Totale | Totale | Totale | Totale | DR  |
| Competizione         | Punti | G       | V       | N       | P       | Gf      | Gs      | G            | V            | N            | P            | Gf           | Gs           | G      | V      | N      | P      | Gf     | Gs     | DR  |
| -------------------- | ----- | ------- | ------- | ------- | ------- | ------- | ------- | ------------ | ------------ | ------------ | ------------ | ------------ | ------------ | ------ | ------ | ------ | ------ | ------ | ------ | --- |
| Serie C1             | 46    | 17      | 9       | 4       | 4       | 24      | 14      | 17           | 2            | 9            | 6            | 12           | 17           | 34     | 11     | 13     | 10     | 36     | 31     | +5  |
| Coppa Italia Serie C |       | 3       | 2       | 0       | 1       | 7       | 3       | 3            | 1            | 2            | 0            | 4            | 3            | 6      | 3      | 2      | 1      | 11     | 6      | +5  |
| Totale               |       | 20      | 11      | 4       | 5       | 31      | 17      | 20           | 3            | 11           | 6            | 16           | 20           | 40     | 14     | 15     | 11     | 47     | 37     | +10 |

### Statistiche dei giocatori
| Giocatore        | Serie C1 | Serie C1 | Coppa Italia Serie C | Coppa Italia Serie C | Totale   | Totale |
| Giocatore        | Presenze | Reti     | Presenze             | Reti                 | Presenze | Reti   |
| ---------------- | -------- | -------- | -------------------- | -------------------- | -------- | ------ |
| F. Algeri        | 1        | 0        | ?                    | 0                    | 1+       | 0      |
| S. Avallone      | 30       | 0        | ?                    | 1                    | 30+      | 1      |
| C. Balesini      | 21       | 3        | ?                    | 0                    | 21+      | 3      |
| A. Bellini       | 32       | 2        | ?                    | 0                    | 32+      | 2      |
| M.T. Bertoni     | 32       | 1        | ?                    | 1                    | 32+      | 2      |
| G. Califano      | 32       | 10       | ?                    | 1                    | 32+      | 11     |
| A. Cappella      | 5        | 0        | ?                    | 0                    | 5+       | 0      |
| P. Carletti      | 24       | 1        | ?                    | 0                    | 24+      | 1      |
| I. Della Morte   | 26       | 3        | ?                    | 1                    | 26+      | 4      |
| A. De Martini    | 25       | 1        | ?                    | 0                    | 25+      | 1      |
| E. Facchino      | 1        | 0        | ?                    | 0                    | 1+       | 0      |
| M. Ferrarese     | 21       | 2        | ?                    | 0                    | 21+      | 2      |
| G. Fontana       | 20       | 3        | ?                    | 1                    | 20+      | 4      |
| S. Fresta        | 8        | 2        | ?                    | 2                    | 8+       | 4      |
| D. Giraldi       | 7        | 0        | ?                    | 0                    | 7+       | 0      |
| A. Lazzarini     | 1        | -2       | ?                    | ?                    | 1+       | -2+    |
| P. Livon         | 14       | 0        | ?                    | 0                    | 14+      | 0      |
| M. Lizzani       | 27       | 2        | ?                    | 0                    | 27+      | 2      |
| M. Mariotto      | 32       | 0        | ?                    | 0                    | 32+      | 0      |
| M. Memmo         | 26       | 2        | ?                    | 1                    | 26+      | 3      |
| E. Notaristefano | 28       | 2        | ?                    | 2                    | 28+      | 4      |
| E. Piazza        | 2        | 0        | ?                    | 2                    | 2+       | 2      |
| M. Scaglia       | 11       | 0        | ?                    | 0                    | 11+      | 0      |
| R. Speranza      | 3        | -4       | ?                    | ?                    | 3+       | -4+    |
| S. Tedesco (I)   | 5        | 0        | ?                    | 0                    | 5+       | 0      |
| P. Toccafondi    | 30       | -25      | ?                    | ?                    | 30+      | -25+   |